# Villaseca (Cuenca)
Villaseca es una localidad castellano-manchega del norte de la provincia de Cuenca (España), perteneciente al municipio de Sotorribas, situada en el corazón del Campo de Ribatajada (Campichuelo).

## Historia
Hacia mediados del siglo XIX, el lugar, por entonces con ayuntamiento propio, tenía contabilizada una población de 107 habitantes. La localidad aparece descrita en el decimosexto volumen del Diccionario geográfico-estadístico-histórico de España y sus posesiones de Ultramar de Pascual Madoz de la siguiente manera:

VILLASECA: ald. con ayunt. en la prov., dióc y part. jud. de Cuenca (5 leg.), aud. terr. de Albacete y c. g. de Castilla la Nueva. sit. en ladera y á la falda de la sierra de Torrecilla; su clima es frio, bien ventilado y sano. Consta de 28 casas de pobre construccion; para surtido del vecindario hay fuera de la pobl. una fuente; la igl. parr. (San Ildefonso) es aneja de la de Torrecilla, y está servida por un teniente. El térm. confina por N. con Rivagorda; E. Torrecilla: S. Pajares, y O. Torralba. Su terreno es poco productivo, y le cruza un arroyo insignificante. Los caminos son locales, y por el centro de la pobl. pasa el que dirige á Solan de Cabras. La correspondencia se recibe de Cuenca. prod.: trigo, centeno, avena y algunas legumbres; se cria ganado lanar, cabrio y vacuno, y caza de liebres, perdices y conejos. ind.: la agrícola. comercio: la venta del sobrante de sus prod. y la importacion de algunos art. de primera necesidad. pobl.: 27 vec., 107 alm. cap. prod.: 281,140 rs. imp.: 14,057. El presupuesto municipal asciende á 460 rs., y se cubre con los prod. de las fincas de propios.
(Madoz, 1850, p. 283)

## Demografía
En 2016 estaba habitada por 5 personas, 2 varones y 3 mujeres (INE). Sus habitantes obtienen su sustento principalmente de la agricultura.
| Gráfica de evolución demográfica de Villaseca (Cuenca) entre 2000 y 2016                         |
|                                                                                                  |
| Población de derecho (2000-2016) según los censos de población del INE a 1 de enero de cada año. |

En el año 2022 tenía una población de 2 habitantes.